# 反行政党
反行政党（はんぎょうせいとう、英: Anti-Administration party）は、アメリカ合衆国の政党。

## 概要
反連邦主義を掲げるアメリカ合衆国初期の政党である。第一政党制が構築される以前の主要政党であり、のちの民主共和党の前身となった。